# Dansk Melodi Grand Prix 2013
Dansk Melodi Grand Prix 2013 var den 43. udgave af Dansk Melodi Grand Prix, en sangkonkurrence afholdt siden 1957 af Danmarks Radio (DR). Konkurrencens formål var at finde den sang, der skulle repræsentere Danmark ved Eurovision Song Contest 2013 (ESC) i Malmö.  
Konkurrencen blev vundet af Emmelie de Forest med sangen "Only Teardrops". Sangen, som senere vandt Eurovision Song Contest, er skrevet af Lise Cabble, Julia Fabrin Jakobsen og Thomas Stengaard og produceret af Frederik Thaae.

## Arrangementet
Dansk Melodi Grand Prix 2013 fandt sted 26. januar 2013 med Louise Wolff, Lise Rønne og Sofie Lassen-Kahlke som værter. Showet blev afviklet i Jyske Bank Boxen i Herning, hvilket betyder, at Dansk Melodi Grand Prix i 2013 blev afholdt foran det største publikum i konkurrencens historie.
I afstemningspausen underholdt tre tidligere vindere af Eurovision Song Contest: irske Johnny Logan, britiske Brotherhood of Man og svenske Herreys.

## Deltagere
Da fristen for at indsende bidrag til Dansk Melodi Grand Prix 2013 udløb den 24. september 2012, havde DR modtaget 692 bidrag, hvilket er det højeste antal indsendte bidrag siden 1988, hvor der blev indsendt 741 sange.
Et bedømmelsesudvalg, hvis medlemmer ikke vil blive offentliggjort, udvalgte syv af de indsendte sange til at deltage i konkurrencen. Derudover inviterede DR ud fra redaktionelle overvejelser tre udvalgte bidragsydere med på et wildcard: Louise Dubiel, Jack Rowan feat. Sam Gray og Mohamed Ali.
| Nr. | Kunstner                  | Sang                           | Komponist og tekstforfatter                                                                       | Note  |
| --- | ------------------------- | ------------------------------ | ------------------------------------------------------------------------------------------------- | ----- |
| 1   | Frederikke                | "Jeg har hele tiden vidst det" | Pernille Georgi, Thomas Reil og Jeppe Reil                                                        |       |
| 2   | Brinck                    | "Human"                        | Niels Brinck                                                                                      |       |
| 3   | Kate Hall                 | "I'm Not Alone"                | Lars Halvor Jensen, Martin Larsson, Michelle Bell, Oscar Holter, Jakke Erixson og Simon Hermansen |       |
| 4   | Louise Dubiel             | "Rejs dig op"                  | Casper Lindstad, Rune Braager og Louise Dubiel                                                    |       |
| 5   | Daze                      | "We Own the Universe"          | Thomas G:son og Peter Boström                                                                     |       |
| 6   | Simone                    | "Stay Awake"                   | Lars Halvor Jensen og Carsten Lindberg                                                            | Top 3 |
| 7   | Jack Rowan feat. Sam Gray | "Invincible"                   | Ahmad Darwich, Jack Rowan og Sam Gray                                                             |       |
| 8   | Emmelie de Forest         | "Only Teardrops"               | Lise Cabble, Julia Fabrin Jakobsen og Thomas Stengaard                                            | Top 3 |
| 9   | Albin                     | "Beautiful to Me"              | Brian Risberg Clausen og Mads Haugaard                                                            |       |
| 10  | Mohamed Ali               | "Unbreakable"                  | Morten Friis, Michael Parsberg, Peter Bjørnskov og Lene Dissing                                   | Top 3 |

Brinck og Simone havde begge deltaget i Dansk Melodi Grand Prix ved tidligere lejligheder; Brinck i 2009, Simone i 2010.

## Afstemning
I første afstemningsrunde kunne seerne og en fagjury stemme på alle 10 sange. De tre sange der sammenlagt fik flest point, gik videre til anden aftemningsrunde, hvor vinderen blev fundet blandt disse tre sange. I begge afstemningsrunder havde seerne 50 procent af stemmerne, mens fagjuryen havde de resterende 50 procent.
Da vinderen skulle findes i anden afstemningsrunde, gav hvert jurymedlem 1, 2 og 3 point til sangene. Tilsammen uddelte de fem jurymedlemmer dermed 30 point, og det samme gjorde seerne. Seernes point bliver uddelt procentvist, således at 50 procent af seernes stemmer svarede til 15 point. Dermed kunne en sang maksimalt opnå 15 point fra fagjuryen og 30 point fra seerne.
Fagjuryen bestod af Jørgen de Mylius, Lis Sørensen, Maria Lucia Rosenberg, Mich "Cutfather" Hedin Hansen og Thomas Kato Vittrup.

### Superfinale
| Nr. | Kunstner          | Sang             | Cutfather | Lis Sørensen | Jørgen de Mylius | Maria Lucia | Kato | Seernes point | Total point | Placering |
| --- | ----------------- | ---------------- | --------- | ------------ | ---------------- | ----------- | ---- | ------------- | ----------- | --------- |
| 6   | Simone            | "Stay Awake"     | 1         | 1            | 2                | 2           | 2    | 7             | 15          | 3         |
| 8   | Emmelie de Forest | "Only Teardrops" | 3         | 3            | 3                | 1           | 1    | 15            | 26          | 1         |
| 10  | Mohamed Ali       | "Unbreakable"    | 2         | 2            | 1                | 3           | 3    | 8             | 19          | 2         |